# Coccophagus candidus
Coccophagus candidus är en stekelart som beskrevs av Hayat 1993. Coccophagus candidus ingår i släktet Coccophagus och familjen växtlussteklar. Inga underarter finns listade i Catalogue of Life.